# Martin Reekers

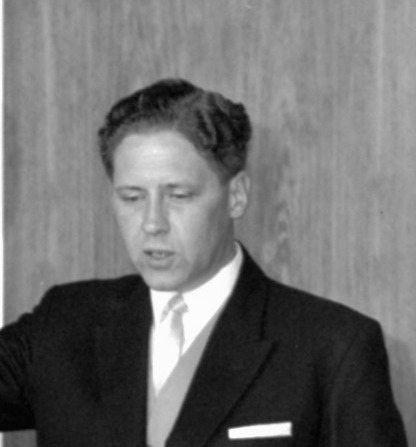
Martin Reekers (1970)

Martin Joseph Dominicus Reekers (Leeuwarden, 30 september 1925 – 29 april 2006) was een Nederlands politicus van de KVP
Na de hbs volgde hij met succes een studie aan de opleidingsschool der Nederlandse Spoorwegen in Utrecht en in 1951 werd hij de jongste adjunct-stationschef van Nederland. In 1957 werd hij in Hengelo staffunctionaris instructie, opleiding en vormingszaken. Daarnaast was hij actief in de lokale politiek. Zo kwam hij in 1958 gemeenteraad van Hengelo en later is hij daar ook wethouder geweest. In 1970 werd Reekers de burgemeester van Berkel en Rodenrijs wat hij tot 1989 zou blijven. In 2006 overleed hij op 80-jarige leeftijd. Zijn zoon Edward Reekers is bekend geworden als zanger van onder andere Kayak.